# Otolemur
Otolemur é um gênero de primata da família Galagonidae. Pode ser encontrado na África Oriental, incluindo as ilhas de Zanzibar, Pemba e Mafia.

## Espécies
- Otolemur crassicaudatus (É. Geoffroy, 1812)
- Otolemur garnettii (Ogilby, 1838)
- Otolemur monteiri Barlett e Gray, 1863